# Moritzstraße 4 (Magdeburg)

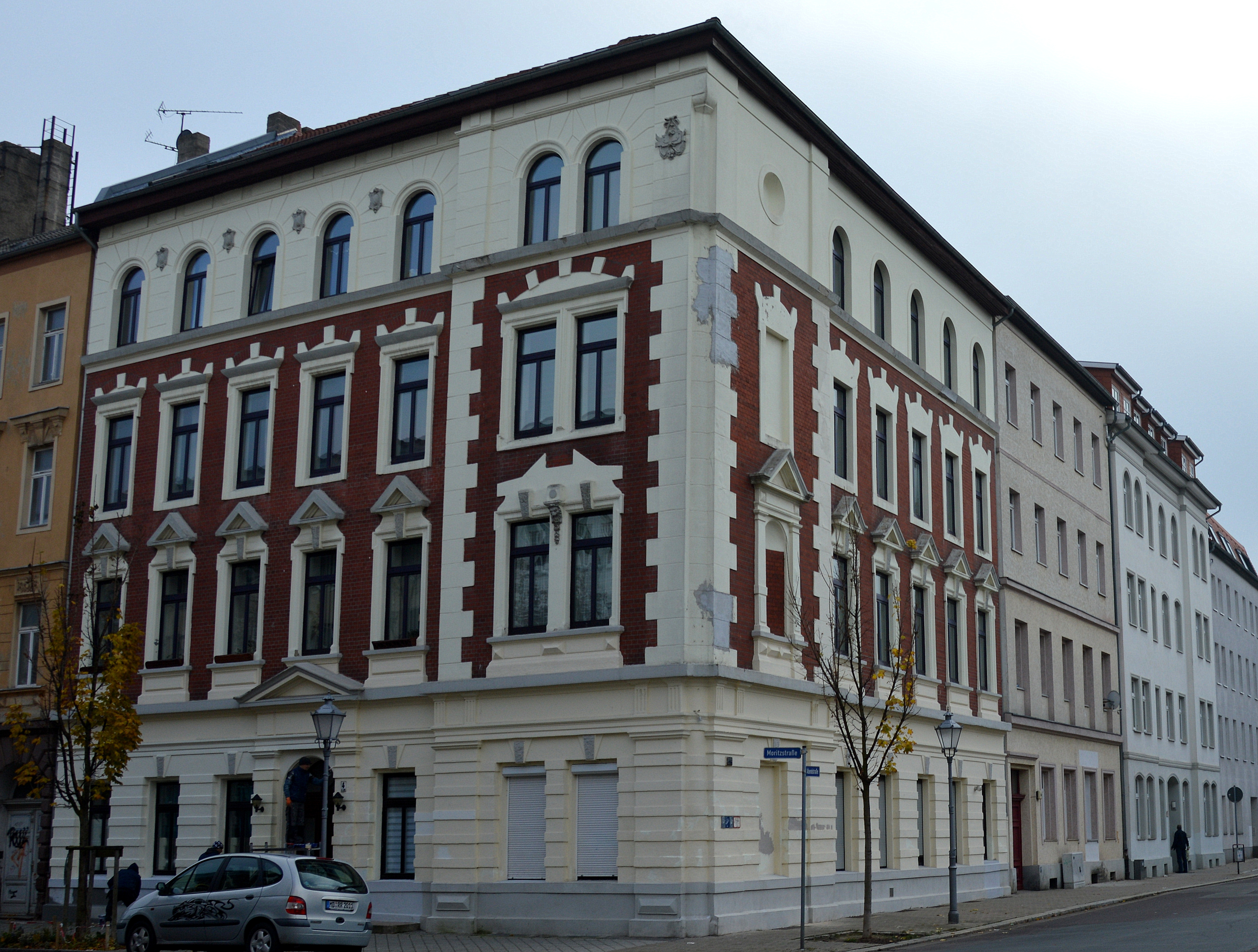
Haus Moritzstraße 4

Das Gebäude Moritzstraße 4 ist ein denkmalgeschütztes Wohnhaus in Magdeburg in Sachsen-Anhalt.

## Lage
Das Gebäude befindet sich in einer Ecklage auf der Südseite der Moritzstraße im Magdeburger Stadtteil Neue Neustadt, unmittelbar an der Einmündung der Moritzstraße auf die Abendstraße und den dort befindlichen Moritzplatz. Östlich grenzt das gleichfalls denkmalgeschützte Haus Moritzstraße 4a an.

## Architektur und Geschichte
Der viergeschossige Bau entstand im Jahr 1886. Bauherr und auch Bauausführender war der Maurermeister G. Griesemann. Zugleich entstand das Nachbarhaus Moritzstraße 4a. Der teilverputzte schlichte Ziegelbau ist im Stil des Neobarock gestaltet. Der Zugang zum Haus erfolgt von Norden von der Moritzstraße her.  Der Eingang ist mit einer Portalrahmung versehen. Die dortige Fassade ist siebenachsig ausgeführt, während die Westfassade zum Moritzplatz nur sechsachsig ist. Die Erdgeschossfassaden sind rustiziert. Am dritten Obergeschoss sind kleine an Wappen erinnernde Medaillons angebracht. Die Ecksituation wird durch einen dort bestehenden flachen Risalit und einer an der Ecke befindlichen Blindnische besonders hervorgehoben.
Das Gebäude gilt als städtebaulich bedeutend.
Im örtlichen Denkmalverzeichnis ist das Wohnhaus unter der Erfassungsnummer 094 82217 als Baudenkmal verzeichnet.